# TEV Wahine
TEV Wahine era un transbordador de pasajeros de doble hélice, turboeléctrico y de tipo Ro-Ro. Encargado en 1964, el buque fue construido por la Fairfield Shipbuilding and Engineering Company, en Govan, Glasgow, Escocia, para el servicio de vapor exprés Wellington-Lyttelton de la Union Steam Ship Company en Nueva Zelanda.
El Wahine comenzó a transportar pasajeros en viajes de un día y de una noche en la ruta interinsular de Nueva Zelanda entre los puertos de Wellington y Lyttelton en 1966. Al Wahine se le permitió transportar un máximo de 1.100 pasajeros en viajes de un día, o 927 pasajeros atracados en viajes de una noche.

## Hundimiento

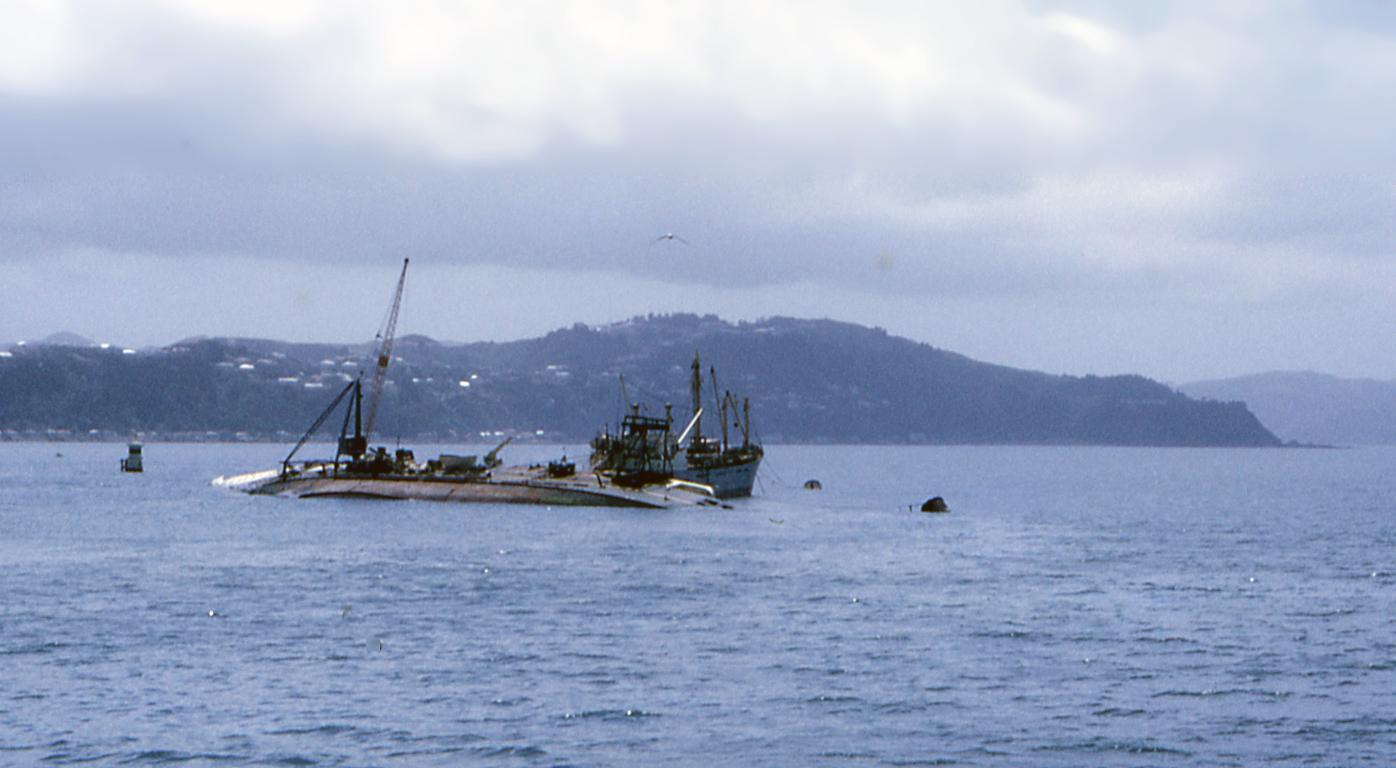
Dos semanas después del desastre continúan las operaciones de salvamento

El 10 de abril de 1968, cerca del final de una travesía nocturna de rutina en dirección norte desde Lyttelton, el Wahine se vio atrapado en una feroz tormenta provocada por el ciclón tropical Giselle. Encalló en Barrett Reef, luego se desplazó y volcó y se hundió en las aguas poco profundas cerca de Steeple Rock en la desembocadura del puerto de Wellington. De las 734 personas a bordo, 53 murieron ahogadas, expuestas a los elementos o por lesiones sufridas en la apresurada evacuación y abandono del buque accidentado.
Los equipos de radio y televisión cubrieron el drama del naufragio mientras el Wahine encallaba a poca distancia de la capital de Nueva Zelanda, Wellington. Los equipos de prensa y otros periodistas y fotógrafos brindaron cobertura informativa inmediata que documentó el rescate de los pasajeros y la pérdida de vidas.
Las primeras esperanzas de que el barco pudiera ser recuperado se abandonaron cuando se hizo evidente la magnitud del daño estructural. Como el naufragio era un peligro para la navegación, durante el año siguiente se hicieron preparativos para reflotarlo y remolcarlo hasta el estrecho de Cook para hundirlo. Sin embargo, una tormenta similar en 1969 rompió el pecio y fue desmantelado (en parte por la grúa flotante Hikitia) donde yacía.